# April Wine
April Wine — канадская рок-группа, образованная в 1969 году. Группа выпустила более 20 альбомов и продолжает вести активную гастрольную деятельность, пользуясь успехом как в Канаде, так и за её пределами.
April Wine, вместе с Rush и Heart была одной из немногих хард-рок-групп, появившихся в 1970-х в Канаде и получивших коммерческий успех в США.

## История
Группа образовалась в 1969 году, хотя её прообраз восходит к более раннему времени, когда братья Дэвид и Ричи Хенман играли музыку вместе, ещё до переезда в Новую Шотландию. Пригласив двоюродного брата Джима Хенмана, игравшего на бас-гитаре, они основали группу Prism, которая не снискала успеха. Позже к ним присоединился Майлс Гудвин, который стал вокалистом группы, а Дэвид окрестил их новый коллектив  «April Wine» — название, которое, по словам самих музыкантов, было выбрано просто потому, что эти два слова хорошо звучали.
Весной 1970 года коллектив решил перебраться из провинциального Галифакса в Монреаль, и отправили свою демо-запись в Aquarius Records. Менеджеры компании Терри Флуд и Дональд К. Тарлтон ответили им отказом, но группа приняла его за приглашение. Отправившись в Монреаль со своими инструментами и 100 долларами наличными, они убедили Флуда и Тарлтона заключить с ними контракт. Компания арендовала для них дом и устроила первые выступления в местном клубе. А следующие пять месяцев они провели, гастролируя по восточной Канаде с рок-группой Машмахан.  
Среди поклонников группы были бывшие участники The Rascals (Young Rascals) — Дино Данелл и Джин Корниш, которые стали авторами первых произведений April Wine.
Уже на первом альбоме (1971) Гудвин проявил композиторский талант, и его композиция «Fast Train» зазвучала на канадских радиостанциях, стала хитом в канадском топ-40 и заняла 38 место в чарте RPM. И хотя продажи альбома были не слишком успешны, популярность сингла повлияла на решимость лейбла продолжать работать с группой и заняться вторым альбомом. В это же время группа гастролировала по небольшим заведениям, где собирались студенты колледжей, и даже выступила на разогреве у группы The Guess Who. В следующем году они стали играть на больших площадках и выступали с такими артистами как Айк и Тина Тёрнеры, Jethro Tull, Badfinger и Стиви Уандер.  
В конце 1971 года Джима Хенмана заменил Джим Кленч, и группа приступила к работе над второй пластинкой. К сессиям был приглашен продюсер Ральф Мёрфи, задачей которого была раскрутка группы до международного уровня. Поставленной цели практически удалось достичь, и кавер-версия песни группы Hot Chocolate «You Could Have Been A Lady» не только возглавила национальный чарт, но и стала 32-й в сотне лучших по версии Billboard. Альбом On Record (1972) получил золотой статус в Канаде, однако в коллективе разгорелся скандал, и с братьями Хенман пришлось расстаться.
Вместе с тем, у Гудвина и Кленча сложился отличный авторский тандем, и они продолжили вести команду к вершинам, пригласив к себе в компанию барабанщика Джерри Мёрсера и гитариста Гэри Моффета.
В 1973 году вышел альбом Electric Jewels, содержащий такие классические «вещи» как «Weeping Widow», «Just Like That» и «Lady Run Lady Hide», которые на долгое время вошли в плей-лист группы. В его поддержку «April Wine» провели национальное турне, выступая в залах вместимостью более 2500 человек, а выступления включали визуальные эффекты и пиротехническое шоу. Гастроли были настолько успешными, что после посещения одного из концертов Джин Корниш и Дино Данелли из The Rascals были настолько впечатлены, что предложили записать и спродюсировать концертный альбом группы. Однодневная сессия записи была довольно поспешным мероприятием; они хотели, чтобы альбом был выпущен к концу тура. Гудвин был недоволен звуком, но в итоге концертный альбом April Wine Live стал золотым.
А в 1975 выдали одну из своих лучших работ — Stand Back. Альбом, ставший в Канаде дважды платиновым, включал в себя не только хиты «Tonight Is A Wonderful Time To Fall In Love» и «I Wouldn’t Want To Lose Your Love», но и просто добротные композиции: «Cum Hear The Band», «Slowpoke», «Don’t Push Me Around», «Oowatanite». Группа отправилась в турне с Heart, затем Thundermug.  
В 1976 группу покинул Кленч, чтобы присоединиться к Bachman-Turner Overdrive, а его место занял Стив Лэнг. С отбытием Джима тиражи пластинок несколько снизились, однако и The Whole World’s Goin 'Crazy (1976) и Forever For Now (1977) преодолели платиновый рубеж, причём первый достиг этого статуса ещё на стадии предпродажи. В 1977 году в Торонто состоялось совместное выступление «April Wine» и «The Rolling Stones», и на основе этого концерта был выпущен диск Live At The El Mocambo. После этого группа получила отправилась на гастроли по США, выступая на разогреве у The Rolling Stones, Styx и Rush.
После выхода этой пластинки в группе появился пятый участник, гитарист Брайан Гринуэй. Его приход позволил команде обрести дополнительную гибкость, ведь Гудвин теперь время от времени мог переключаться на клавишные. Расширение состава принесло свои плоды, и следующий диск, «First Glance», впервые получил золото за пределами Канады, а композиции «Let Yourself Go» и «Get Ready For Love» были весьма популярны на канадском радио. Сингл «Roller» задержался в «Billboard» на 11 недель, а коллектив стали приглашать к себе на разогрев группы типа «Rush», «Journey» и «Styx». 
Восьмой студийный альбом, Harder … Faster, полностью соответствовал своему названию и является самым «тяжёлым» в дискографии «April Wine». «Say Hello» и «I Like to Rock» стали хитами по обе стороны границы, а сама пластинка оказалась ещё одним мультиплатиновым релизом группы, который оставался в чарте лучших альбомов Billboard в течение 40 недель. В его поддержку группа гастролировала на разогреве у «Nazareth», впрочем некоторые меломаны высказывали мнение, что хедлайнеров и разогрев нужно поменять местами. К тому времени группа накопила достаточно хитов, чтобы продюсерская компания Aquarius способствовала выпуску альбома Greatest Hits. В 1979 году BBC выпустила альбом In Concert для международного распространения, а в 1981 году Aquarius выпустили ещё один сборник The Best of April Wine Rock Ballads.
В том же году канадские рокеры достигли пика коммерческого успеха с работой «The Nature Of The Beast». Сингл «Just Between You and Me» вошел в лучшую двадцатку «Billboard», а тираж самого альбома впервые превысил миллионный рубеж. Также альбом достиг мультиплатинового успеха в Канаде и стал первым альбомом April Wine, достигшим платинового статуса на международном уровне. Группа отправилась в большое турне в поддержку альбома. В дополнение к плотному графику сольных концертов, они гастролировали с Diamond Head, Harlequin, Krokus и Franke and the Knockouts, сыграли пять концертов с Loverboy и отправились в Германию, чтобы сыграть концерт с Нилом Янгом, Jethro Tull, Michael Schenker Group (MSG) и King Crimson. 
В поддержку следующего диска «April Wine» провел самое крупное турне, однако Power Play (1982) имел меньший успех, чем его предшественник. Видео на композицию «Enough is Enough» получило ротацию на MTV, а синглы хорошо зарекомендовали себя в списках Billboard, но в течение более коротких периодов времени, чем предыдущие альбомы и синглы. Тем не менее, в октябре он был сертифицирован золотым, а затем платиновым. Тур в поддержку альбома Power Play в 1982 году был самым продолжительным — три месяца, с Saga, Эдди Мани и Uriah Heep.  Нью-Йоркские концерты с Saga и Эдди Мани были записаны и изданы на специальном альбоме Live From Central Park. 
Группа начала подготовку к записи следующего альбома Animal Grace, но участники не ладили, и Майлс Гудвин переехал из Канады на Багамы. И Animal Grace, и его сингл «This Could be the Right One» быстро поднялись в чартах, но пробыли там недолго. В 1984 году группа собралась вместе для участия в туре Farewell Tour, который длился месяц на территории Канады. Тур был достаточно успешным, и после него вышел ещё один концертный альбом, One for the Road. 
По контракту группа должна была Capitol Records записать ещё один альбом. Но Гринуэй решил присоединиться к Гудвину и уехал в Нассау. Для записи альбома к оставшимся участникам коллектива присоединились сессионные музыканты: Даниэль Барб (клавишные), Жан Пеллерин (бас) и барабанщик Марти Саймон. Релиз Walking Through Fire состоялся в сентябре 1985 года. К этому времени в коллективе остались только Майлс и Брайан. 
Проект в скором времени фактически распался.
К концу 80-х Ральф начал получать звонки от поклонников «April Wine» с просьбой возродить группу. В 1988 году Гудвин вернулся в Канаду, и хотя интерес к воссоединению April Wine присутствовал, и эта тема обсуждалась среди бывших членов группы, другие обязательства не позволяли им собраться вместе до 1992 года. April Wine вернулась на сцену в том же году, начав с бесплатного концерта в Портидж-ла-Прери, Манитоба. Воссоединившаяся группа состояла из Гудвина, Гринуэя, барабанщика Джерри Мерсера и басиста Джима Кленча, который не играл с группой с 1975 года, и нового гитариста Стива Сегала. Группа гастролировала как в Канаде, так и в США. В 1993 году, теперь с Flood Ross Entertainment, они выпустили первый альбом April Wine за прошедшее десятилетие, Attitude. Первые концерты прошли с аншлагами, а выпущенный диск преодолел золотой рубеж.  
Однако, следующая работа, Frigate (1994), уже не имела особого успеха, и группа приостановила выпуск альбомов до третьего тысячелетия. Лишь в 2001 году на лейбле Гринуэя «Civilian Records» вышел студий альбом Back To The Mansion, записанный уже без Сегала. В том же году на экраны вышел фильм «Приключения Джо Грязнули», где была использована композиция группы «Roller». В 2003-м году музыканты выпустили концертную подборку Greatest Hits Live, а тремя годами позже выпустили свежий материал, Roughly Speaking (2006), а также сборник избранных песен April Wine Rocks!
В январе 2007 года команду снова покинул Кленч, а его место занял давний коллега Джерри и Брайана Брин ЛеБоф. Год спустя барабанщик Мерсер объявил о завершении карьеры; его последний большой концерт, запланированный в 2009 году в Калгари, был отменён из-за плохой погоды. Мерсера заменил барабанщик Блэр Маккей.
В 2010 году во время музыкальной премии «Джуно», на которой присутствовали Гудвин и Гринуэй, было объявлено о включении April Wine в Зал славы канадской музыки.
3 ноября 2010 года Джим Кленч умер в Монреале от рака легких в возрасте 61 года. ЛеБёф покинул April Wine в июле следующего года и был заменён Ричардом Лантье из трибьют-группы Yes Close to the Edge. Маккей ушел в марте 2012 года, и его сменил Рой «Нип» Никол из группы SamHill. Стив Лэнг умер 4 февраля 2017 года в возрасте 67 лет от болезни Паркинсона. 
В 2020 году BGO Records выпустила ремастеринговое издание альбома The Nature Of The Beast / Power Play. Сама группа продолжает концертную деятельность и гастролирует по Канаде, а также играет на фестивалях в Европе и Соединенных Штатах в составе: Гудвин, Гринуэй, Лантье и барабанщик Роя «Нип» Никол. Они отыграли свой последний концерт в Оттаве в сентябре 2021 года.   
В США группа дебютировала уже после получения «платинового диска» в Канаде, а в целом на вершине американских хит-парадов побывало три их сингла и пять альбомов. Самым коммерчески успешными были «Harder … Faster» («золотой диск») и «The Nature Of The Best» («платиновый диск»).

## Дискография
- April Wine (1971)
- On Record (1972)
- Electric Jewels (1973)
- Stand Back (1975)
- The Whole World’s Goin' Crazy (1976)
- Forever for Now (1977)
- First Glance (1978)
- Harder … Faster (1979)
- The Nature of the Beast (1981)
- Power Play (1982)
- Animal Grace (1984)
- Walking Through Fire (1985)
- Attitude (1993)
- Frigate (1994)
- Back to the Mansion (2001)
- Roughly Speaking (2006)

## Награды
April Wine 11 раз были номинированы на премию Джуно, но так ни разу и не были удостоены этой награды.
Майлс Гудвин получил премию East Coast Music Awards ECMA за значительные достижения, оказавшие большое влияние на музыкальную индустрию Атлантической Канады, в 2003 году. Этой же премии была удостоена и вся группа 13 марта 2009 года, а также включена в Зал славы канадской музыкальной индустрии. 18 апреля 2010 года April Wine включили в Зал славы канадской музыки.